# Rhipibruchus jujuyensis
Rhipibruchus jujuyensis là một loài bọ cánh cứng trong họ Bruchidae. Loài này được Muruaga & Kingsolver miêu tả khoa học năm 1984.